# Nora Mørk
Nora Mørk (Oslo, 5 de abril de 1991) é uma handebolista profissional norueguesa, medalhista olímpica. Ela atua no time Gyori ETO KC Audi.
Ela possui uma irmã gêmea que também joga handebol, Thea Mørk. Nora joga na posição de meia-direita, pois é mais favorável sendo canhota e possui 1,67 de altura. 
Segundo seus fãs, Nora é a melhor, quando joga na seleção norueguesa. Antes de possuir a carreira de jogadora de handebol, era modelo, mas, prefere o handebol, então largou a carreira de modelo. Em uma brincadeira em um programa brasileiro sobre quem era o mais bonito nos Jogos Olímpicos Rio 2016, Nora Mørk ficou como a atleta mais bonita do handebol nos "jogos".

## Seleção Norueguesa
Nora Mørk fez parte do elenco medalha de bronze na Rio 2016 e na medalha de prata no mundial de 2017, na Alemanha, sendo a artilheira do mundial. Não participou da EHF Euro 2018 na França pois havia rompido o ligamento do joelho. Nos Jogos Olímpicos de Verão de 2024, em Paris, conquistou a medalha de ouro no torneio feminino do handebol, após vencer na final confronto contra a equipe francesa por 29–21.
•Artilheira Olimpíadas Rio 2016
• Artilheira Mundial 2017
• Melhor meia-direita do campeonato mundial 2017
•Melhor meia direita Champions League(2015,2016,2017)
•MELHOR JOGADORA DO MUNDO 2017
•Melhor meia-direita do mundo 2017
•Eleita melhor jogadora estrangeira da sua equipe( Gyori Audi ETO KC)